# Соколова, Елена Александровна (актриса)
Еле́на Алекса́ндровна Соколо́ва (род. 8 сентября 1973) — российская актриса и певица.

## Биография
В 1995 году окончила Музыкальное училище имени Гнесиных в Москве по специальности «актёр музыкального театра». Сценическому искусству училась у М. А. Ошеровского.
1995—2005 — ведущая актриса Театра оперетты Урала.
2005—2012 — солистка Музыкального театра под руководством Геннадия Чихачёва.
С 2012 года — актриса Московского театра «Экспериментъ».

## Театральные работы
В Театре оперетты Урала (основные):
- Александра («Царевич» — оперетта Ф. Легара, — режиссёр В. О. Цюпа);
- Виолета («Холопка» — оперетта Н. М. Стрельникова, режиссёр В. О. Цюпа);
- Доротея («Доротея» — музыкальный спектакль Т. Н. Хренникова, режиссёр Б. Б. Лагода);
- Марица («Марица» — оперетта И. Кальмана, режиссёр К. С. Стрежнёв);
- Сильва («Сильва» — оперетта И. Кальмана, реж. Б. Б. Лагода);
- Ханума («Ханума» — по одноимённой пьесе А. А. Цагарели, режиссёр Б. Б. Лагода).

В Музыкальном театре под руководством Геннадия Чихачёва (основные):
- Акбара («Плаха» — мюзикл-притча А. Кулыгина по мотивам одноимённого романа Ч. Т. Айтматова на либретто Л. Яковлева);
- Мадемуазель Куку («Астрономия любви» — мюзикл М. Самойлова по пьесе М. Себастьяну «Безымянная звезда»);
- Бетси Тверская («Анна Каренина» — мюзикл М. Самойлова по одноимённому роману Л. Н. Толстого);
- Робинзон («Бесприданница» — мюзикл А. Кулыгина по одноимённой пьесе А. Н. Островского на либретто Г. Котова);
- Волк («Волк и семеро козлят» — мюзикл Н. Орловского на либретто М. Садовского);
- Моргана («Садко и Царевна Морская» — мюзикл В. Качесова на либретто А. Огарёвой по мотивам русских былин);
- Маритана («Дон Сезар де Базан» — оперетта по мотивам одноимённой пьесы Филиппа Дюмануара и Адольфа д’Эннери);
- Мать Нелли («Униженные и оскорблённые» — мюзикл А. Журбина по мотивам одноимённого романа Ф. М. Достоевского);
- Кручинина («Без вины виноватые» — оперетта А. Кулыгина по мотивам одноимённой пьесы А. Н. Островского);
- Сваха («Женитьба Бальзаминова» — музыкальная комедия А. Кулыгина по мотивам одноимённой пьесы А. Н Островского);
- Поганка («Грибной переполох» — мюзикл А. Кулыгина на либретто Е. Богдановой);
- Сорока («Ну, Волк, погоди!» — музыкальная сказка Г. Чихачёва на музыку Т. Петровой);
- Анна («Золушка» — мюзикл А. Кулыгина по сценарию Е. Шварца);
- Лиса («Теремок» — опера А. Кулыгина по сказке С. Я Маршака);
- Примадонна («Даёшь оперетту!» — шоу-спектакль по мотивам советских оперетт и музыкальных комедий на либретто Е. Богданова);
- Матильда («Так любят только гусары!» — водевиль М. Шмотовой по пьесе Ф. А. Кони «Девушка-гусар»).

В Московском театре «Экспериментъ»:
- Виолетта, цветочница «Фиалка» («Фиалка Монмартра»);
- Лиза Эрдели («Графиня Марица» — новая редакция одноимённой оперетты И. Кальмана);
- Баронесса Стаси («Княгиня Чардаша — Сильва Вареску» — новая редакция оперетты И. Кальмана «Королева чардаша (Сильва)»);
- Мабель Гибсон, артистка цирка («Мистер ИКС» — новая редакция оперетты И. Кальмана «Принцесса Цирка»);
- Мэри Поппинс («Здравствуйте, Мэри Поппинс» — семейный мюзикл по мотивам книг П. Траверс),
- Королева Мачеха («Принцесса Белоснежка» — сказочное музыкальное шоу по мотивам сказки братьев Гримм и балета Б. Павловского),
- Мачеха Золушки («Бал сказок Золушки»);
- Царица Милитриса, младшая сестра («Сказка о царе Салтане» — музыкальный спектакль по мотивам сказок А. С. Пушкина);
- Червонная Королева, Королева Цветов, сестра Алисы («Новые приключения Алисы в Стране Чудес»);
- Директриса Фарагонда, Лейла («Школа волшебниц»);
- Морская Царевна («Летучий корабль» — детский мюзикл по мотивам одноимённого советского мультфильма и русских сказок);
- Марфа-Сводница («Василиса Премудрая» — сказочное шоу по мотивам русских сказок и песен);
- Лиса («Дисней-шоу»);
- Матушка-Метелица, Малаша («Матушка Метелица»);
- Снежная Королева («Тайны Снежной Королевы»);
- Мама, Королева Снежинок («Принц Щелкунчик»);
- Баба-Яга («Волшебный микрофон»).

## Отзывы критиков
«В роли Кручининой выступает только что приглашенная из Новоуральской оперетты Елена Соколова — три года назад на московских гастролях „театра закрытого города“ мы восхищались её умной и обаятельной Сильвой».— Валерий Кичин, «Российская газета»

«Доступность, а не вымученность тематических идей спектакля — ключ к сердцам исполнителей. Среди них выделилась Елена Соколова, создавшая запоминающийся образ Кручининой».— Елена Долинская, журнал «Музыкант-классик»

Отдельно хочется отметить работу актрисы Музыкального театра Геннадия Чихачева, очаровательной Елены Соколовой в ярко показанном ею образе юной Бетси Тверской (у Чихачева в спектакле герои показаны в двух ипостасях, в юности и в зрелые годы). Елена совсем по новому трактовала этот образ, она безусловно показала бездну присущих ей изящества, таланта, аристократизма и грациозности. Но именно оттенки грациозности и безудержной Фолибержеровской энергии, в сцене Салона Китти, несколько отеплили образ холодной светской красавицы, сменившей красное бальное платье на амазонку и показавшей блистательный фейерверк энергии и таланта.
  — Владимир Чекмарев, Журнал «Самиздат»

"Очень хороши обе исполнительницы Мадемуазель Куку. Но если ветеран театра «Татьяна Петрова давно зарекомендовала себя многогранным мастером, то появление в той же роли Елены Соколовой во многом стало неожиданностью. Примадонна Театра оперетты Урала, перейдя к Чихачёву, успела выступить в разных ролях, но столь откровенно характерных у неё, кажется, ещё не было. Тем больший эффект производит у неё придуманное Чихачёвым финальное преображение».— Дмитрий Морозов, «Культура»

«Очень хороша Елена Соколова в роли Мадмуазель Куку: сначала острогротесковая, потом глубоко несчастная, а в финале — женственная, полная надежд на то, что и в её судьбе появится какая-то звезда».— Александр Степанцев, «Юго-Восточный курьер»

«Замечательная актриса Елена Соколова, будучи по природе героиней, виртуозно и бесстрашно играет острохарактерную роль. Обнаруживая в этой дурёхе, застегнутой на все пуговицы, трогательную женщину, не только изголодавшуюся по любви, но и тайно красивую (неожиданно драматичная ария второго акта, раскрывающая суть её характера — одна из удач музыкальной драматургии спектакля)».— Александр Иняхин, «Вечерняя Москва»

«Соколова — певица и актриса, блестяще владеющая всеми оттенками характерности и вместе с тем умеющая быть невероятно лиричной, подтвердила высочайший исполнительский класс, создав образ яркий, не ходульный».— Елена Езерская, «Музыкальная жизнь»

«Неожиданностью стало то, что сопрано ещё и у Робинзона, то есть у мужского персонажа. Эту мужскую роль в спектакле исполняет, кстати, одна из самых женственных актрис театра Елена Соколова. Играть мужскую роль женщине вообще нелегко. А уж играть роль комедийную, на грани буффонады, конечно, ещё во сто крат труднее. Самое занимательное, что в конце мюзикла Елена Соколова все-таки обретает своё женское естество, потому что, по версии либреттиста Георгия Котова, Робинзон — всё-таки… женщина. Это оказывается… дочь знаменитого провинциального актёра Аркадия Счастливцева из другой пьесы Александра Николаевича Островского — „Лес“».— Юрий Заранкин, «Театральная афиша»

Великолепный в своей харизматичности Алексей Городецкий и изящно-трагичная Елена Соколова, как некой соединительной канвой, пронзают своими партиями весь спектакль. На мой взгляд, именно они олицетворяют здесь флер Достоевского. Это великолепное решение с окошком в верхней части декорации, из которого являлись то грозная инфернальность Алексея Городецкого, то нежная грусть Елены Соколовой, оказало на зрителей достаточно сильный эффект.
 Елена Соколова  так искренне играла (впрочем, как и всегда) юную мать Нелли, что я поймал себя на том, что хотел буквально выйти на сцену и защитить её от милейшего Евгения Башлыкова, так  отчетливо и глубоко сыгравшего князя Волковского, внеся в его образ соответствующую отрицательную харизму.
 Ну, впрочем, как я знаю, это был не первый случай, когда талант Елены Соколовой подвигал зрителей на подвиги. Мне рассказывали, что в одном из детских спектаклей Елена так талантливо сыграла лису, что один юный зритель бросился на сцену спасать от нехорошей лисы несчастных зверюшек. О, эта волшебная сила искусства!
  — Владимир Чекмарев, «Театр дарящий тепло»

«Замечательная актриса Елена Соколова, которую мы привыкли видеть в ролях героинь, играет не просто эксцентрическую странность, вроде „женской ипостаси“ графа Орловского из венской версии „Летучей мыши“, а существо почти инфернальное — внимательное к происходящему, но до поры скрывающее свою истинную роль. А роль эта неожиданно драматична и противоречива. Подобно Шуту из шекспировской комедии, этот Робинзон становится в финале вторым „я“ героини, её лирическим двойником, когда, открыв свою женскую сущность, повторяет вслед за Ларисой Дмитриевной и вместе с нею сокровенные монологи и мучительные признания».— Александр Иняхин, «Страстной бульвар»

## Премии
- 1997 год — лауреат 1 премии Международного конкурса артистов оперетты имени Михаила Водяного Одесса
- «Лучшая женская роль» на конкурсе и фестивале «Браво!»—1999 за роль Доротеи в спектакле Театра оперетты Урала «Доротея»
- Лауреат конкурса актёров на лучшую женскую роль города Новоуральск
- Лауреат приза Зрительских симпатий Международного Союза писателей «Альтернатива»